# (36520) 2000 QV78
2000 QV78 (asteroide 36520) é um asteroide da cintura principal. Possui uma excentricidade de 0.13343760 e uma inclinação de 8.53710º.
Este asteroide foi descoberto no dia 24 de agosto de 2000 por LINEAR em Socorro.